# Scylacops
Scylacops es un género extinto del suborden Gorgonopsia. Fue nombrado por primera vez por Robert Broom en 1913, y situado dentro de Gorgonopsia por Carroll en 1988. Se conocen dos especies pertenecientes a este género, S. bigendens y S. capensis. Sus restos fósiles han sido hallados en Sudáfrica. Se piensa que están muy relacionados con el género Sauroctonus. Los individuos del género Scylacops eran gorgonópsidos de un tamaño medio.